# Jan Sudhoff
Jan Sudhoff (ur. 7 stycznia 1876 we Lwowie, zm. ?) – polski kupiec, działacz gospodarczy, społeczny i polityczny.

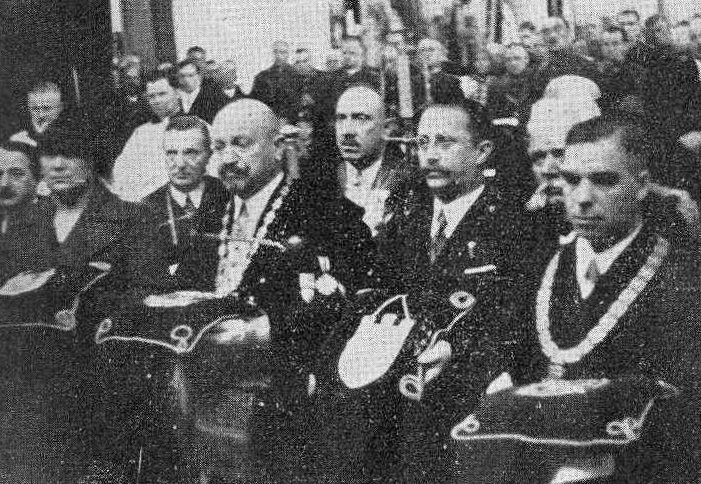
Od lewej: Maria Karmelitowa, Józef Klink, Jan Sudhoff, Stanisław Ostrowski z wotywnymi ryngrafami w kościele Matki Boskiej Ostrobramskiej we Lwowie na Łyczakowie 3 maja 1938

## Życiorys
Urodził się 7 stycznia 1876 we Lwowie. Był synem Ferdynanda i Wiktorii z Rybotyckich. Ukończył naukę w szkole handlowej we Lwowie.
W okresie zaboru austriackiego w ramach autonomii galicyjskiej działał w Towarzystwie Przyjaciół Oświaty, w Towarzystwie Oświaty Ludowej, w Polskim Towarzystwie Gimnastycznym „Sokół”. Służył w wojsku austriackim. U kresu I wojny światowej w trakcie obrony Lwowa podczas wojny polsko-ukraińskiej działał w straży obywatelskiej.
W okresie II Rzeczypospolitej był przedsiębiorcą handlowym. Prowadził działalność handlową przy ul. Akademickiej 8 we Lwowie, w której sprzedawał drogerię, skład farb, kosmetyki. Był działaczem Izby Przemysłowo-Handlowej we Lwowie, członkiem komisji finansowo-kredytowej, członkiem sekcji przemysłowej oraz radcą IPH. Był prezesem Kongregacji Kupieckiej. Był założycielem dokształcającej szkoły kupieckiej i fundacji zakładów sklepów chrześcicjańskich.
Został wiceprezesem Zjednoczenia Stanu Średniego w 1928. Był członkiem zwyczajnym i członkiem zarządu Towarzystwa Szkoły Handlowej we Lwowie. Był prezesem Mieszczańskiego Towarzystwa Strzeleckiego. Współdziałał w komitetach organizacji uroczystości państwowych o charakterze niepodległościowym. Był członkiem zarządu Zjednoczenia Kurkowych Bractw Strzeleckich Rzeczypospolitej Polskiej jako przedstawiciel lwowskiego oddziału. Pełnił funkcję prezesa bursy im. Dekerta. Działał także na polu politycznym. Był ławnikiem miasta Lwowa. W wyborach samorządowych 1934 do Rady Miasta Lwowa startował z listy nr 1 prorządowej i został zastępcą wybranego z tej listy radnego Seiferta. Pełnił funkcję prezesa sektora mieszczańskiego Obozu Zjednoczenia Narodowego. 
W 1904 poślubił Antoninę Wojtoń, a w 1925 ożenił się z Zofią Feliczkową z Urbanów. 

## Ordery i odznaczenia
- Złoty Krzyż Zasługi (12 maja 1939)[18]